# Madina Gounass
Pour l’article homonyme, voir Médina Gounass.
Madina Gounass (ou Madiina Gunaas ou Medina Gounass) est une commune de Haute-Casamance, située dans le sud-est du Sénégal, à proximité du Parc national du Niokolo-Koba. C'est une ville sainte de la confrérie soufie tidjane, fondée par Thierno Mouhamadou Saidou Ba (RTA) et qui a connu un essor démographique rapide. Elle fait partie du département de Vélingara dans la région de Kolda.

## Histoire
Au moins 22 personnes périssent le 12 avril 2017 dans un incendie dont l'origine est inconnue. L'incendie s'est déclaré dans la région de Tambacounda, sur le site d'un rassemblement religieux musulman où plusieurs milliers de fidèles étaient réunis pour la "daaka". On dénombre également 87 blessés et des animaux calcinés .
Attaque du cortège du Khalif de Madina Gounass 
Le 17 Juin 2024, jour de l'Eid El Kebir au Sénégal, le Khalif de Madina Gounass Thierno Amadou Tidiane Bâ est attaqué par des jets de pierre après son retour du lieu de prière par les membres d'une autre communauté qui vivent à Madina Gounass tout en refusant son autorité. Des affrontements entre les deux communautés se sont ensuivis, causant la mort d'un jeune homme. La gendarmerie fait une grande descente dans la cité pour faire régner l'ordre. Des arrestations ont été faîtes et une enquête ouverte. Quelques jours plus tard, le Président de la République Bassirou Diomaye Faye envoie son ministre de l'intérieur Général Jean Baptiste Tine pour une médiation.

## Administration
Le village était le chef-lieu de la communauté rurale du même nom dans l'arrondissement de Bonconto, le département de Vélingara et la région de Kolda. mais avec le récent découpage administratif, Medina Gounass est devenu une commune, avec comme maire Seydou Bâ.

## Géographie
À vol d'oiseau, les localités les plus proches sont Temanto, Missira Kouba, Sare Dayefa, Lingueyel, Ayenemadi, Sare Yero, Tayebatou, Damade, Souriel Ndiobo, Sare Dimba Koumba.

### Population
En 2003, Madina Gounass compte 27 402 personnes et 2 537 ménages.

## Personnalités
- Thierno Mamadou Saidou Ba (RTA)
- Thierno Amadou Tidiane Ba (RTA)